# Nadir Haroub
Nadir Haroub (Michenzani, 10 febbraio 1982) è un calciatore tanzaniano, di ruolo difensore.

## Carriera
Nato nella regione semi autonoma di Zanzibar, Haroub entra a far parte del calcio professionistico nel 2006.
Nello stesso anno si rende protagonista del secondo posto in FIFI Wild Cup, con la Selezione di Zanzibar.
Nel frattempo arriva l'esordio con la maglia della Tanzania.
Il 21 giugno 2008, al termine della sfida contro il Camerun valevole per le qualificazioni al campionato mondiale del 2010, scambia la propria maglia (la numero 13) con Samuel Eto'o. Ciò provoca una rivolta della TFF che impone al calciatore una multa, poiché la federazione non è in possesso di tanti soldi per ricomprare sempre le divise. Pochi giorni dopo il caso si risolve con la TFF che accetta il comportamento sportivo di Haroub.

## Palmarès

### Club

#### Competizioni nazionali
- Campionato della Tanzania: 2

Young Africans: 2009, 2011